# لوف ميتال
لوف ميتال  وهو الألبوم الرابع لفرقة هيم والذي أطلق شهرة الفرقة عالمياً وبشكل واسع.

وهو أول ألبوم لا يظهر المغني فيلي فالو على غلافه، بل يظهر شعار الفرقة.

لقد تعب فيلي فالو من كثرة سؤال الصحافيين له عن نوع الموسيقى الذي يغنيها، فقام بتسمية الألبوم لوڤ ميتال حتى يجيب على جميع تسائلاتهم.

## ترتيب الأغاني (النسخة العادية)[3]
1. Buried Alive By Love – 5:01

لوف ميتال – 4:30.2

Beyond Redemption – 4:28.3

Sweet Pandemonium – 5:46.4

Soul on Fire – 4:00.5

The Sacrament – 4:32.6

This Fortress of Tears – 5:47.7

Circle of Fear – 5:27.8

Endless Dark – 5:35.9

The Path – 7:44.10

The Funeral of Hearts: (Video) – 3:40.11

## ترتيب الأغاني (النسخة الرقمية)
1. Buried Alive By Love – 5:01

لوف ميتال – 4:30.2

Beyond Redemption – 4:28.3

Sweet Pandemonium – 5:46.4

Soul on Fire – 4:00.5

The Sacrament – 4:32.6

This Fortress of Tears – 5:47.7

Circle of Fear – 5:27.8

Endless Dark – 5:35.9

The Path – 7:44.10

Love's Requiem  – 8:36.11

The Funeral of Hearts: (Video) – 3:40.12

Buried Alive By Love (Video) - 4:05.13

## روابط خارجية
- لوف ميتال على موقع أول موفي (الإنجليزية)